# Детонация
Детона́ция (от фр. détoner — «взрываться» и лат. detonare — «(про)греметь») — взрывное химико-физическое превращение вещества на молекулярном уровне, вследствие чего возникает ударная волна и выделяется энергия. Другими словами, это режим горения, при котором по веществу распространяется ударная волна, задействующая химические реакции горения, в свою очередь, поддерживающие движение ударной волны за счёт тепловыделения (выделяющегося в экзотермических реакциях тепла). Как цепная реакция в химическом отношении способствует наибыстрейшему протеканию взрыва физически. Гидродинамический волновой процесс энерговыделения и перестройки состояния вещества. Комплекс, состоящий из ударной волны и зоны экзотермических химических реакций за ней, распространяется по веществу со сверхзвуковой скоростью и называется детонационной волной, доходящей вплоть до электрических и магнитных полей. Фронт детонационной волны — это поверхность гидродинамического нормального разрыва (в сплошных средах).
Скорость распространения фронта детонационной волны относительно исходного неподвижного вещества называется скоростью детонации. Скорость детонации зависит только от состава и состояния детонирующего вещества и может достигать нескольких километров в секунду как в газах, так и в конденсированных системах (жидких или твёрдых взрывчатых веществах). Скорость детонации значительно превышает скорость медленного горения, которая всегда существенно меньше скорости звука в веществе и не превышает нескольких метров в секунду.
Многие вещества способны как к медленному (дефлаграционноному) горению, так и к детонации. В таких веществах для распространения детонации её необходимо инициировать внешним воздействием (механическим или тепловым). В определённых условиях медленное горение может самопроизвольно переходить в детонацию.
Детонацию, как физико-химическое явление, не следует отождествлять со взрывом. Взрыв в чисто физическом смысле — это процесс, в котором за короткое время в ограниченном объёме выделяется большое количество энергии и образуются газообразные продукты взрыва, способные совершить значительную механическую работу или вызвать разрушения в месте взрыва. Взрыв может иметь место и при воспламенении и быстром сгорании газовых смесей или взрывчатых веществ в ограниченном пространстве, хотя при этом детонационная волна не образуется. Так, быстрое (взрывное) сгорание пороха в стволе артиллерийского орудия в процессе выстрела не является детонацией.
Стук, возникающий в двигателях внутреннего сгорания, также называют детонацией (англ. knock), однако это не детонация в строгом смысле этого слова. Стук вызывается преждевременным самовоспламенением топливовоздушной смеси с последующим быстрым её сгоранием в режиме взрывного горения, но без образования ударных волн. Детонационные волны в работающем двигателе (англ. superknock) возникают крайне редко и только при нарушении условий эксплуатации, например из-за нештатного низкооктанового топлива. При этом двигатель очень быстро выходит из строя из-за разрушения конструкционных элементов ударными волнами.

## История исследований явления
Вероятно, впервые термин «детонация» был введён в научный обиход Лавуазье в «Трактате по элементарной химии» (фр. Traité élémentaire de chimie), опубликованном в Париже в 1789 году. Во второй половине XIX века были синтезированы вторичные взрывчатые вещества, в основе действия которых лежит явление детонации. Однако из-за большой скорости детонационной волны и разрушительного действия взрыва научное изучение детонации оказалось чрезвычайно затруднено и началось с публикаций исследований явления детонации газовых смесей в трубах в 1881 году французскими химиками Малляром и Ле Шателье и независимо от них Бертло и Вьелем. В 1890 году русский учёный В. А. Михельсон, опираясь на работы Гюгонио по ударным волнам, вывел уравнения для распространения детонационной волны и получил выражение для скорости детонации. Дальнейшее развитие теории было выполнено Чепменом в 1899 году и Жуге в 1905 году. В теории Чепмена—Жуге, названной гидродинамической теорией детонации, детонационная волна рассматривалась как поверхность разрыва, а условие для определения скорости детонации, названное их именами (условие Чепмена—Жуге), было введено как постулат.
В 1940-е годы Я. Б. Зельдович разработал теорию детонации, в которой учитывается конечное время протекания химической реакции вслед за нагревом вещества ударной волной. В этой модели условие Чепмена—Жуге получило ясный физический смысл как правило отбора скорости детонации, а сама модель была названа моделью ZND — по именам Зельдовича, Неймана и Дёринга, так как независимо от него к схожим результатам пришли фон Нейман в США и Дёринг в Германии.
Модели Чепмена—Жуге и ZND позволили существенно продвинуться в понимании явления детонации, однако они по необходимости были одномерными и упрощёнными. С ростом возможностей экспериментального исследования детонации в 1926 году английскими исследователями Кэмпбеллом и Вудхедом был открыт эффект спирального продвижения фронта детонации по газовой смеси. Это явление получило название «спиновой детонации» и впоследствии было обнаружено и в конденсированных системах.
В 1959 году сотрудники ИХФ АН СССР Ю. Н. Денисов и Я. К. Трошин открыли явление ячеистой структуры и пульсирующих режимов распространения детонационной волны.

## Механизм детонации
Детонация может возникать в газах, жидкостях, конденсированных веществах и гетерогенных средах. При прохождении фронта ударной волны вещество нагревается. Если ударная волна достаточно сильная, то температура за фронтом ударной волны может превысить температуру самовоспламенения вещества, и в веществе начинаются химические реакции горения. В ходе химических реакций выделяется энергия, подпитывающая ударную волну. Такое взаимодействие газодинамических и физико-химических факторов приводит к образованию комплекса из ударной волны и следующей за ней зоны химических реакций, называемого детонационной волной. Механизм превращения энергии в детонационной волне отличается от механизма в волне медленного горения (дефлаграции), движущейся с дозвуковой скоростью, в которой передача энергии в исходную смесь осуществляется в основном теплопроводностью.

### Гидродинамическая теория детонации

Структура одномерной детонационной волны в газе (B) и конденсированных средах (C).

Если характерные размеры системы заметно превышают толщину детонационной волны, то её можно считать поверхностью нормального разрыва между исходными компонентами и продуктами детонации. В этом случае законы сохранения массы, импульса и энергии по обеим сторонам разрыва в системе координат, где фронт волны неподвижен, выражаются следующими соотношениями:
- {\displaystyle \rho _{0}D=\rho (D-u)} — сохранение массы,
- {\displaystyle P_{0}+\rho _{0}D^{2}=P+\rho (D-u)^{2}} — сохранение импульса,
- {\displaystyle P_{0}D+\rho _{0}D(e_{0}+D^{2}/2)=P(D-u)+\rho (D-u)(e+(D-u)^{2}/2)} — сохранение энергии.

Здесь D — скорость детонационной волны, (D — u) — скорость продуктов относительно детонационной волны, P — давление, ρ — плотность, e — удельная внутренняя энергия. Индексом 0 обозначены величины, относящиеся к исходному веществу. Исключая из этих уравнений u, имеем:
- {\displaystyle P-P_{0}=(\rho _{0}D)^{2}(V_{0}-V)},
- {\displaystyle e-e_{0}={\frac {1}{2}}(P+P_{0})(V_{0}-V)}[21].

Первое соотношение выражает линейную зависимость между давлением P и удельным объёмом V=1/ρ и называется прямой Михельсона (в зарубежной литературе — прямой Рэлея). Второе соотношение называется детонационной адиабатой или кривой Гюгонио (в зарубежной литературе также — Рэнкина—Гюгонио). Если известно уравнение состояния вещества, то внутренняя энергия может быть выражена через давление и объём, и кривая Гюгонио может быть также представлена как линия в координатах P и V.

### Модель Чепмена—Жуге
Система двух уравнений (для прямой Михельсона и кривой Гюгонио) содержит три неизвестных (D, P и V), поэтому для определения скорости детонации D требуется дополнительное уравнение, которое невозможно получить только из термодинамических соображений. Поскольку детонационная волна устойчива, звуковые возмущения в продуктах не могут догонять фронт детонационной волны, иначе он будет разрушаться. Таким образом, скорость звука в продуктах детонации не может превышать скорость течения за фронтом детонационной волны.
На плоскости P, V прямая Михельсона и кривая Гюгонио могут пересекаться не более чем в двух точках. Чепмен и Жуге предположили, что скорость детонации определяется по условию касания прямой Михельсона и кривой Гюгонио для полностью прореагировавших продуктов (детонационной адиабаты). В этом случае прямая Михельсона является касательной к детонационной адиабате, и эти линии пересекаются ровно в одной точке, названной точкой Чепмена-Жуге (CJ). Это условие соответствует минимальному наклону прямой Михельсона и физически означает, что детонационная волна распространяется с минимально возможной скоростью, и скорость течения за фронтом детонационной волны в точности равна скорости звука в продуктах детонации.

### Модель Зельдовича, Неймана и Дёринга (ZND)
Модель Чепмена-Жуге позволяет описать распространение детонационной волны как гидродинамического разрыва, но не даёт ответов на вопросы, связанные со структурой зоны химических реакций. Эти вопросы стали особенно актуальными в конце 1930-х годов в связи с быстрым развитием военной техники, боеприпасов и взрывчатых веществ. Независимо друг от друга Я. Б. Зельдович в СССР, Джон фон Нейман в США и Вернер Дёринг в Германии создали модель, названную впоследствии по их именам моделью ZND. Аналогичные результаты были получены и в кандидатской диссертации А. А. Гриба «Гидродинамическая теория взрывных волн», выполненной в 1940 году в Томске, к тому же Гриб решил задачу о нестационарном движении продуктов взрыва.
В этой модели считается, что при распространении детонации вещество сначала нагревается при прохождении фронта ударной волны, а химические реакции начинаются в веществе спустя некоторое время, равное задержке самовоспламенения. В ходе химических реакций выделяется тепло, которое приводит к дополнительному расширению продуктов и увеличению скорости их движения. Таким образом, зона химических реакций выступает в роли своего рода поршня, толкающего ведущую ударную волну и обеспечивающего её устойчивость.
На диаграмме P, V эта модель условно отображается в виде процесса, первой стадией которого будет скачок по адиабате Гюгонио для исходного вещества в точку с максимальным давлением, с последующим постепенным спуском по прямой Михельсона до её касания с адиабатой Гюгонио для прореагировавшего вещества, то есть до точки Чепмена-Жуге. В этой теории правило отбора скорости детонации и гипотеза Чепмена-Жуге получают своё физическое обоснование. Все состояния выше точки Чепмена-Жуге оказываются неустойчивыми, так как в них скорость звука в продуктах превышает скорость течения за фронтом детонационной волны. В состояния ниже точки Чепмена-Жуге попасть невозможно, так как скачок давления на фронте ударной волны всегда больше конечной разности давлений между продуктами детонации и исходным веществом.
Однако такие режимы могут наблюдаться в эксперименте при искусственном ускорении детонационной волны, и они называются соответственно пересжатой или недосжатой детонацией.

## Детонация в технике
В двигателях внутреннего сгорания детонацией часто называют взрывное горение в цилиндре (см. Стук в двигателе). Двигатели внутреннего сгорания, реализующие цикл Отто, рассчитаны на медленное горение горючей смеси без резких скачков давления. Быстрое сгорание смеси резко повышает давление в камере сгорания, что приводит к ударным нагрузкам на детали конструкции двигателя и быстрому выходу двигателя из строя. Топливо с более высоким октановым числом допускает большую степень сжатия и лучше противостоит детонации.
Детонационное горение является наиболее термодинамически выгодным способом сжигания топлива и преобразования химической энергии топлива в полезную работу. Поэтому детонация может применяться в рабочем процессе в камерах сгорания перспективных энергетических установок, таких как импульсный детонационный двигатель.
Явление детонации лежит в основе действия взрывчатых веществ, широко применяемых как в военном деле, так и в гражданской хозяйственной деятельности при производстве взрывных работ.